# Đình Minh Hương Gia Thạnh

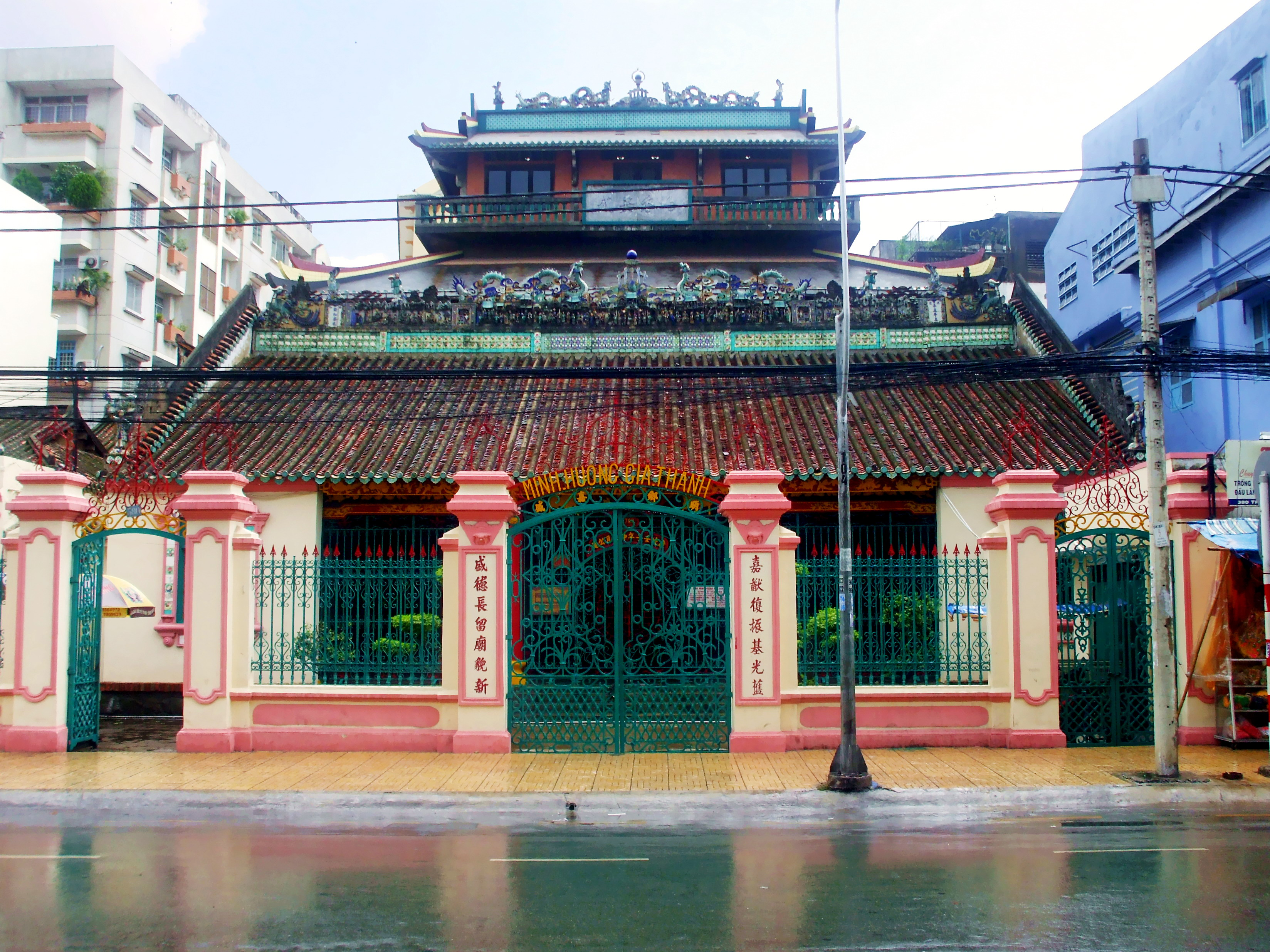
Đình Minh Hương Gia Thạnh tại quận 5, Thành phố Hồ Chí Minh

Đình Minh Hương Gia Thạnh (tên chính thức: 明鄉嘉盛會館, Minh Hương Gia Thạnh Hội Quán) do người Hoa sang định cư, rồi xây dựng trên đất Đề Ngạn xưa (Chợ Lớn ngày nay) vào đầu thế kỷ 18. Ngôi đình hiện tọa lạc tại 380 đường Trần Hưng Đạo, phường 11, quận 5, Thành phố Hồ Chí Minh.